# Nouvelle-Espagne
Pour les articles homonymes, voir Espagne (homonymie) et España.
1535–1821
Entités précédentes :
- Royaume de Nouvelle-Espagne
- Vice-royauté des Indes
- Mésoamérique

Entités suivantes :
- Indes Orientales
- Capitainerie générale de Cuba
- Régence du Mexique
- Territoire de Louisiane
- Territoire d'Orléans
- Floride
- Floride occidentale

La Nouvelle-Espagne (en espagnol : Nueva España) est une division administrative de l'ancien Empire espagnol, précisément une vice-royauté du royaume d'Espagne (en espagnol : Virreinato de Nueva España). Instaurée en 1535, elle disparaît avec l'indépendance du Mexique en 1821. Pour cette raison, elle est également appelée, rétrospectivement, « Vieux Mexique ».
Son origine est la conquête de l'Empire aztèque par Hernán Cortés en 1519-1521, à peine trente ans après l'arrivée de Christophe Colomb dans les Caraïbes en 1492. Cortés est à l'origine du nom de « Nouvelle Espagne ».
Le territoire de cette vice-royauté s'est étendu à la totalité de l'actuel Mexique, à presque toute l'Amérique centrale (du Mexique à la frontière méridionale du Costa Rica), à plusieurs États des États-Unis (Californie, Arizona, Nouveau-Mexique, Texas) et aux Philippines.
L'Espagne revendiquait aussi d'autres régions plus au nord (dont l'Oregon), mais sans les délimiter avec précision.

## Origine du nom

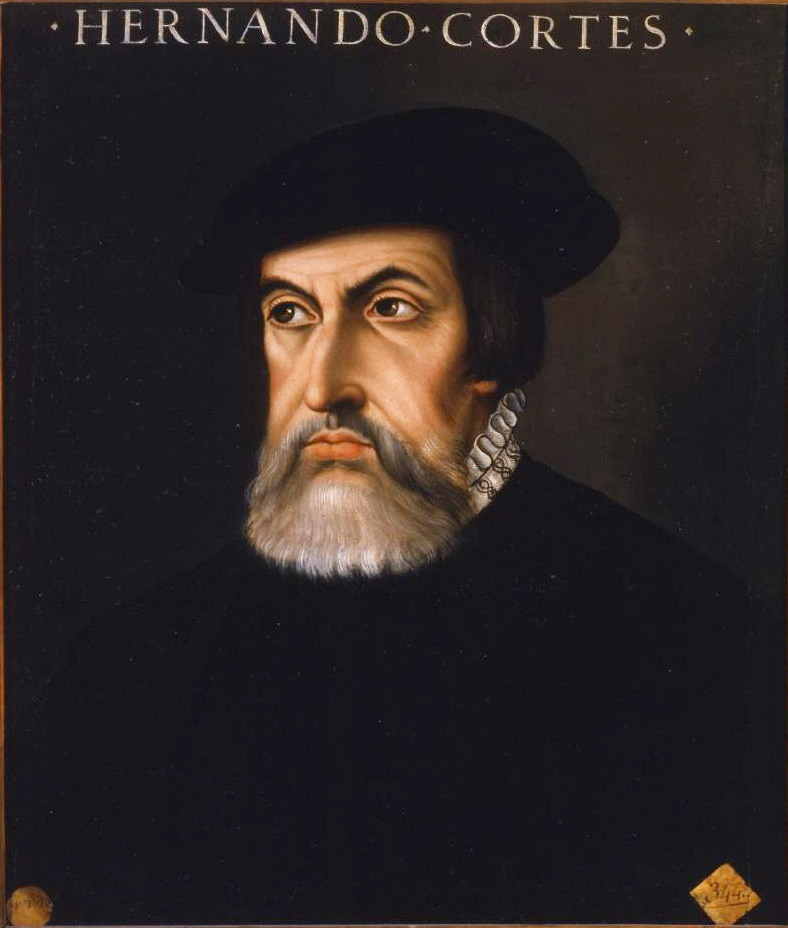
Hernán Cortés, le conquérant du Mexique.

Dans sa seconde lettre à Charles Quint, roi de Castille et d'Aragon, Hernán Cortés lui propose de baptiser « Nueva España » (« Nouvelle Espagne ») les territoires qu'il soumet au nom de la couronne d'Espagne pendant la conquête de l'Empire aztèque :

« Il m'est apparu que le nom qui conviendrait le mieux pour désigner cette terre serait celui de Nouvelle-Espagne de la mer Océane. C'est ainsi que j'ai appelé cette terre au nom de Votre Majesté et je demande humblement à Votre Altesse qu'elle approuve ce nom et le tienne pour bon »

— Hernán Cortés.

## Contexte
En 1492, Christophe Colomb, mandaté par les Rois catholiques, Isabelle de Castille et Ferdinand d'Aragon, découvre des îles des Caraïbes notamment Hispaniola, dont la colonisation commence dès son second voyage, à partir de septembre 1493. Simultanément, l'exploration de la mer des Caraïbes et des côtes du golfe du Mexique se poursuit, notamment lors des troisième (1498-1500) et quatrième (1502-1504) voyages de Colomb, qui meurt en 1506.
En 1511, l'île de Cuba est conquise par Diego Velázquez de Cuéllar, qui en devient gouverneur. Cuba devient la base de départ des explorations espagnoles.
En 1517 et en 1518 respectivement, Hernández de Córdoba et Juan de Grijalva explorent les côtes méridionales de l'actuel Mexique, notamment les régions situées entre le Yucatán et l'île San Juan de Ulúa, principalement peuplées de Mayas. Mais ceux-ci les informent de l'existence d'un empire puissant et riche à l'intérieur du pays, l'Empire aztèque, dont la capitale est Mexico-Tenochtitlan.

## Conquêtes initiales

### Cortés au Mexique (1519-1521): la fin de l'Empire aztèque

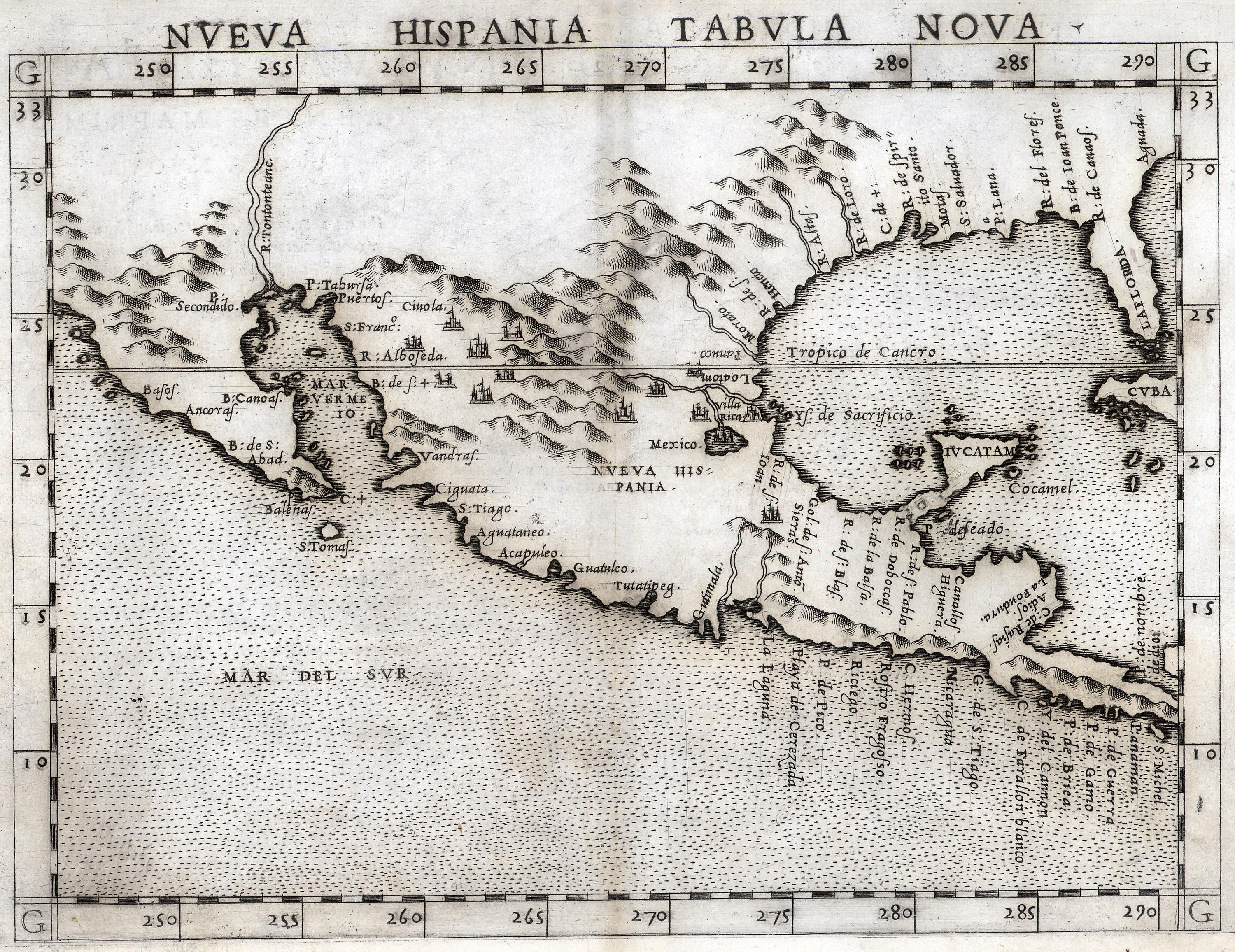
Carte de Nouvelle-Espagne (1561), dans la traduction de Géographie de Ptolémée de Girolamo Ruscelli.

En février 1519, Hernán Cortés part à son tour de Cuba, atteint San Juan le 21 avril et débarque le 22 sur le continent face à l'île, à l'endroit où il fonde le 9 juillet Villa Rica de la Vera Cruz (aujourd'hui Veracruz).
Ayant reçu des émissaires de l'empereur Moctezuma II, mais aussi négocié l'alliance de plusieurs peuples indigènes contre les Aztèques (les Totonaques et les Tlaxcaltèques, notamment), il part fin juillet pour Mexico qu'il atteint en novembre.
Les Espagnols sont d'abord bien accueillis par Moctezuma II, qui, selon l'historiographie européenne, interprèterait leur arrivée dans le cadre de certains mythes aztèques et les considèrerait comme des êtres supérieurs. Ces suppositions sont démenties par les sources autochtones.
Dans les mois qui suivent, les relations se tendent. Moctezuma est fait prisonnier par Cortés qui perd donc la confiance des Aztèques. En mai 1520, les habitants de Mexico se soulèvent contre les Espagnols. Le 29 juin, Moctezuma II est tué dans des conditions obscures. Le 30, Cortés décide de quitter Mexico pour regagner des territoires sûrs.
Pendant la nuit du 30 juin au 1er juillet, traditionnellement appelée la Noche Triste (« la Triste Nuit »), les Espagnols réussissent à passer en force, mais en perdant beaucoup des leurs. Le 7 juillet, les Aztèques attaquent l'armée en retraite à Otompan (Otumba), et contre toute attente, les Espagnols remportent la victoire.
Cortés, à qui ses alliés autochtones sont restés fidèles, peut reconstituer ses forces, puis revient mettre le siège devant Mexico (mars 1521). La ville tombe le 12 août : le successeur de Moctezuma, Cuauhtémoc, est fait prisonnier et l'empire aztèque s'effondre ensuite rapidement.

### Cortès gouverneur de la «nouvelle Espagne»
Cortés (1485-1547) est alors nommé par Charles Quint capitaine général des territoires qu'il a conquis, appelés « Nouvelle Espagne de la Mer océane », avec l'assistance et sous la surveillance de quatre fonctionnaires royaux.
En 1523, Charles Quint confie à un autre conquistador, Francisco de Garay, le soin de conquérir les régions au nord du Mexique, autre signe que Cortés n'a pas la confiance totale du roi.[réf. nécessaire]
Mexico-Tenochtitlan a été fortement endommagée durant le siège. Cortés, installé provisoirement à Coyoacán, achève la démolition de la ville, notamment des temples traditionnels indigènes, et fonde à la place une ville espagnole, Mexico (ciudad de Mexico).
Une audiencia y est créée en 1528, avec Nuño Beltrán de Guzmán comme président.

### Les expéditions vers le Guatemala et le Honduras (1523-1526)
En 1523, Cortés envoie un corps de 100 cavaliers et 300 fantassins ainsi que des auxiliaires indigènes, commandé par un de ses lieutenants, Pedro de Alvarado pour soumettre le Guatemala.
Alvarado tire parti de la rivalité traditionnelle qui oppose les principaux groupes mayas de la région, les Quichés et les Cakchiquels : il s'allie aux seconds pour vaincre les premiers.

### La création de la Nouvelle-Galice (1531)
- Nouvelle-Galice
- Nuño Beltrán de Guzmán

## La vice-royauté de Nouvelle-Espagne (1535-1821)

### Débuts (1535-1542)

La Nouvelle-Espagne en 1794.

La Nouvelle-Espagne en 1819.

La vice-royauté de Nouvelle-Espagne est créée en 1535 à la suite de la conquête de l'Empire aztèque par Hernán Cortés (1521). Elle reprend le nom choisi par Cortés pour ces territoires mexicains et sa capitale est Mexico.
L'autorité du vice-roi de Nouvelle-Espagne s'exerce d'abord sur une région limitée d'Amérique centrale (l'ancien empire aztèque), mais elle s'étend ensuite à des entités déjà existantes (dans les Caraïbes) ou créées ultérieurement (en Amérique, mais aussi en Asie, avec les Philippines).
L'extension de la vice-royauté de Nouvelle-Espagne est cependant limitée en 1542 par la création de la vice-royauté du Pérou.

### L'exploration de la «Californie»

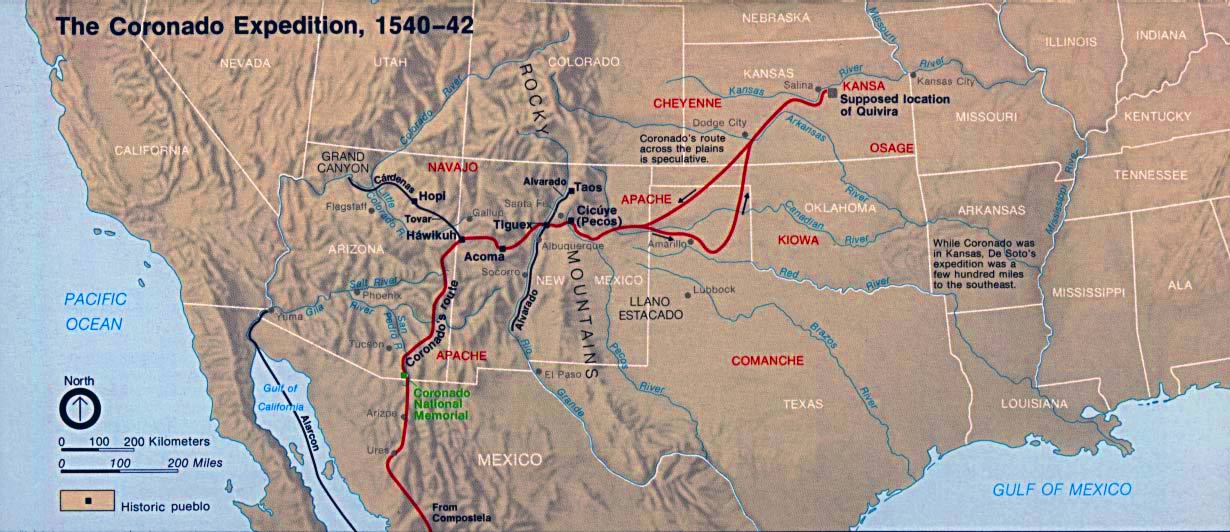
L'expédition de Coronado.

En 1529 Cortés se rend en Espagne pour négocier les conditions de l'exploration des régions situées au nord-ouest de la Nouvelle-Espagne et au-delà de la Nouvelle-Galice, appelées « Californie » en référence à un roman de chevalerie du début du siècle. Un de ses objectifs est de découvrir un passage du Nord-Ouest du Pacifique à l'Atlantique, le mythique détroit d'Anián.
Il lance des expéditions à partir de 1532 : Diego Hurtado de Mendoza découvre alors les Îles Tres Marías ; en 1533, Hernando de Grijalva atteint les îles Revillagigedo tandis que Fortún Ximénez débarque sur la péninsule de Basse-Californie ; en 1539, Francisco de Ulloa atteint le fond du golfe de Californie et l'embouchure du Colorado.
Mais les expéditions les plus célèbres, commanditées par le vice-roi Antonio de Mendoza, ont lieu sur terre : celle de Marcos de Niza en 1539 ; celle de Francisco Vásquez de Coronado en 1540, motivées notamment par la légende des « cités d'or ».
Très tôt, les franciscains et les jésuites mettent en place plusieurs missions dans la région pour convertir les habitants au catholicisme.

### L'exploration de la Floride
Les Espagnols explorent la Floride dès 1513, mais la colonisation ne commence qu'en 1539. En 1580, le roi d'Espagne proclame la création de deux Florides : la Floride occidentale (Alabama actuel) et orientale (Floride actuelle).

### Le conflit avec la France auXVIIesiècle
Les territoires du nord, et plus particulièrement le Texas, sont utilisés par les Espagnols comme un glacis tourné contre l'expansion des Français en Louisiane ; Alonso de León dirige les opérations de recherche visant à trouver les Français et les extirper de leur colonie, il mène en tout quatre expéditions entre 1686 et 1689. Le 22 avril 1689, De León et son groupe découvrent les ruines de la colonie française de Fort Saint-Louis, sur les rives de la Garcitas Creek. Des indiens lui apprennent que cinq hommes vivent avec une tribu voisine, León envoie un détachement pour les capturer. Après quelques jours, ses hommes reviennent avec deux des aventuriers français, Jacques Grollet et Jean L'Archevêque, les autres ont pris la fuite. Il fait construire un presidio, et rentre à Coahuila où il fonde Santiago de la Monclova, le 12 août 1689. Il recommande au vice-roi que des mesures soient prises afin d'interdire la côte aux Français. Un ordre royal revient, commandant l'établissement de davantage de presidios et de missions au Texas. C'est pourquoi la région est fortifiée de façon somme toute assez succincte par des forts (presidio) à San Antonio ou Los Adaes.[réf. nécessaire]
En 1660, la révolte des Pueblos repousse temporairement les Espagnols jusqu'au Nouveau-Mexique, mais l'Arizona est reconquis en 1694. En 1752, les Indiens Pimas se soulèvent à San Ignacio de Tubac.
Avec le traité secret de Fontainebleau (1762), la France cède La Nouvelle-Orléans et la rive occidentale du Mississippi à l'Espagne. Cependant, la prise de possession effective par les Espagnols est tardive (1766) et l'immigration hispanophone demeure faible. Certains colons français ne seront jamais satisfaits du régime espagnol et pétitionnent pour retourner dans le giron de la France. Le 28 octobre 1768, un groupe de colons créoles tente de chasser les Espagnols de la ville, à la suite de l'établissement de l'exclusif. La reprise en main se fait par une troupe envoyée en juillet 1769 : les meneurs sont arrêtés et neuf sont condamnés à mort.
En 1774, une piste est ouverte entre les territoires du Nouveau-Mexique et la côte du Pacifique.
Les frontières septentrionales avec les États-Unis furent fixées en 1819 par le traité d'Adams-Onís. Ces colonies du nord sont restées relativement isolées et sous-peuplées, malgré les efforts de la Couronne espagnole, et ont été finalement perdues après la guerre américano-mexicaine par le traité de Guadalupe Hidalgo signé en 1848, la plupart de ces terres furent désignées sous le nom de « Cession mexicaine ».

### Le Nouveau-Mexique et l'Arizona

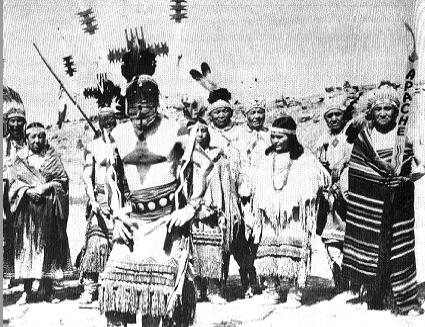
Un groupe d'Apaches.

Dès le début du XVIe siècle, les Espagnols explorent les régions des actuels Nouveau-Mexique et Arizona.
Bien que les Espagnols n'aient pas encore créé de véritables villes dans la région, la fin du XVIIe siècle voit l'arrivée de colons, qui sont attirés par la récente découverte de dépôts d'argent autour du camp de mineurs d'Arizona. La plupart des colons partent après l'annonce par Juan Bautista de Anza qu'il s'agissait en fait d'un trésor enseveli ; cependant un nombre considérable reste dans la zone et vit de l'agriculture. Durant la première moitié du XVIIIe siècle, ces pionniers essaient d'étendre leur territoire au nord, mais sont empêchés par les tribus Tohono O'odham et apache. Mexico ordonne d'exterminer les Apaches dès 1784 : il s'agit de massacrer tout Apache de plus de sept ans. Le gouverneur Bautista œuvre pour rapprocher les Commanches et les Utes, afin de détourner leur force contre les Apaches. Il distribue à chaque guerrier commanche une carte sur laquelle il pourra noter chaque Apache tué.

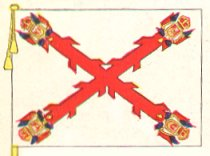
Étendard et drapeau de la Nouvelle-Espagne.

## Territoires relevant de la vice-royauté de Nouvelle-Espagne à la fin duXVIIIesiècle
La vice-royauté de Nouvelle-Espagne, parfaitement constituée à la fin du XVIIIe siècle, est alors composée des entités suivantes, présentées dans l'ordre chronologique de leur création.
L'année 1821 qui marque la fin de beaucoup d'entre elles est celle de l'indépendance du Mexique ; l'année 1898, celle de l'indépendance de Cuba et des Philippines.
|                                         | Fondation en | Superficie    | Principales villes      | Disparition en |
| --------------------------------------- | ------------ | ------------- | ----------------------- | -------------- |
| Capitainerie générale de Cuba           | 1510         | 105 000 km2   | La Havane               | 1898           |
| Colonie de Floride*                     | 1513         |               | San Agustín             | 1821           |
| Province de Caracas                     | 1527         |               | Caracas                 | 1839           |
| Royaume de Nouvelle-Galice              | 1531         |               | Guadalajara             | 1821           |
| Capitainerie générale de Saint-Domingue | 1535         | 48 442 km2    | Saint-Domingue          | 1844           |
| Royaume du Mexique                      | 1548         |               | Mexico, Veracruz        | 1821           |
| Royaume de Nouvelle-Biscaye             | 1562         |               | Victoria de Durango     | 1821           |
| Capitainerie générale du Yucatán        | 1565         |               | Mérida                  | 1821           |
| Nouvelle-Navarre                        | 1565         |               | Arizpe                  | 1821           |
| Capitainerie générale des Philippines   | 1574         | 198 000 km2   | Manille                 | 1898           |
| Nouveau Royaume de Léon                 | 1582         |               | Monterrey               | 1821           |
| Capitainerie générale de Porto Rico     | 1582         | 8 870 km2     | San Juan                | 1898           |
| Nouvelle-Estrémadure                    | ?            |               | Santiago de la Monclova | 1821           |
| Santa Fe de Nuevo México                | 1598         |               | Santa Fe                | 1821           |
| Capitainerie générale du Guatemala      | 1609         |               | Santiago de Guatemala   | 1821           |
| Nouvelles-Philippines (Texas espagnol)  | 1680         |               | San Antonio             | 1821           |
| Nouvelle-Santander                      | 1746         |               | Jiménez                 | 1821           |
| Louisiane*                              | 1764         | 2 144 000 km2 | La Nouvelle-Orléans     | 1800           |
| Californies                             | 1768         |               | Monterey                | 1804           |
| Haute-Californie                        | 1804         |               | Monterey                | 1821           |
| Basse-Californie                        | 1804         | 143 000 km2   | La Paz                  | 1821           |

* : territoires dépendants de la capitainerie générale de Cuba à la fin du XVIIIe siècle.

## Organisation du gouvernement

### Les pouvoirs du vice-roi
La Nouvelle-Espagne est gouvernée depuis Mexico par un vice-roi nommé par le roi d'Espagne.
Le territoire est subdivisé à l'origine en quatre audiencias (Mexico, Guadalajara, Guatemala et Saint-Domingue), auxquelles s'est ensuite rajoutée celle de Manille en 1583. Chaque audiencia était administrée par un gouverneur et comportait une cour de justice.
Le gouverneur détient des pouvoirs militaires, quelquefois avec le titre de « capitaine général » (capitán general), et dispose de troupes, parmi lesquelles sont engagés des Amérindiens et des puissances étrangères[pas clair].
L'Église catholique joue un rôle décisif dans l'encadrement des populations.

### Les vice-rois
Le règne des vice-rois a le plus souvent été bref, d'une durée de quelques mois à quelques années. Seuls cinq vice-rois ont gouverné la Nouvelle-Espagne plus d'une décennie : Antonio de Mendoza (de 1535 à 1550), Luis de Velasco (de 1550 à 1564), Martín Enríquez de Almanza (de 1568 à 1580), Rodrigo Pacheco y Osorio (de 1624 à 1635) et Juan de Acuña (de 1722 à 1734).
Selon l'historien Bartolomé Bennassar, les vice-rois de plus grande envergure furent Antonio de Mendoza, Luis de Velasco, Antonio María de Bucareli y Ursúa et Juan Vicente de Güemes Padilla Horcasitas y Aguayo.

## L'économie de la Nouvelle-Espagne

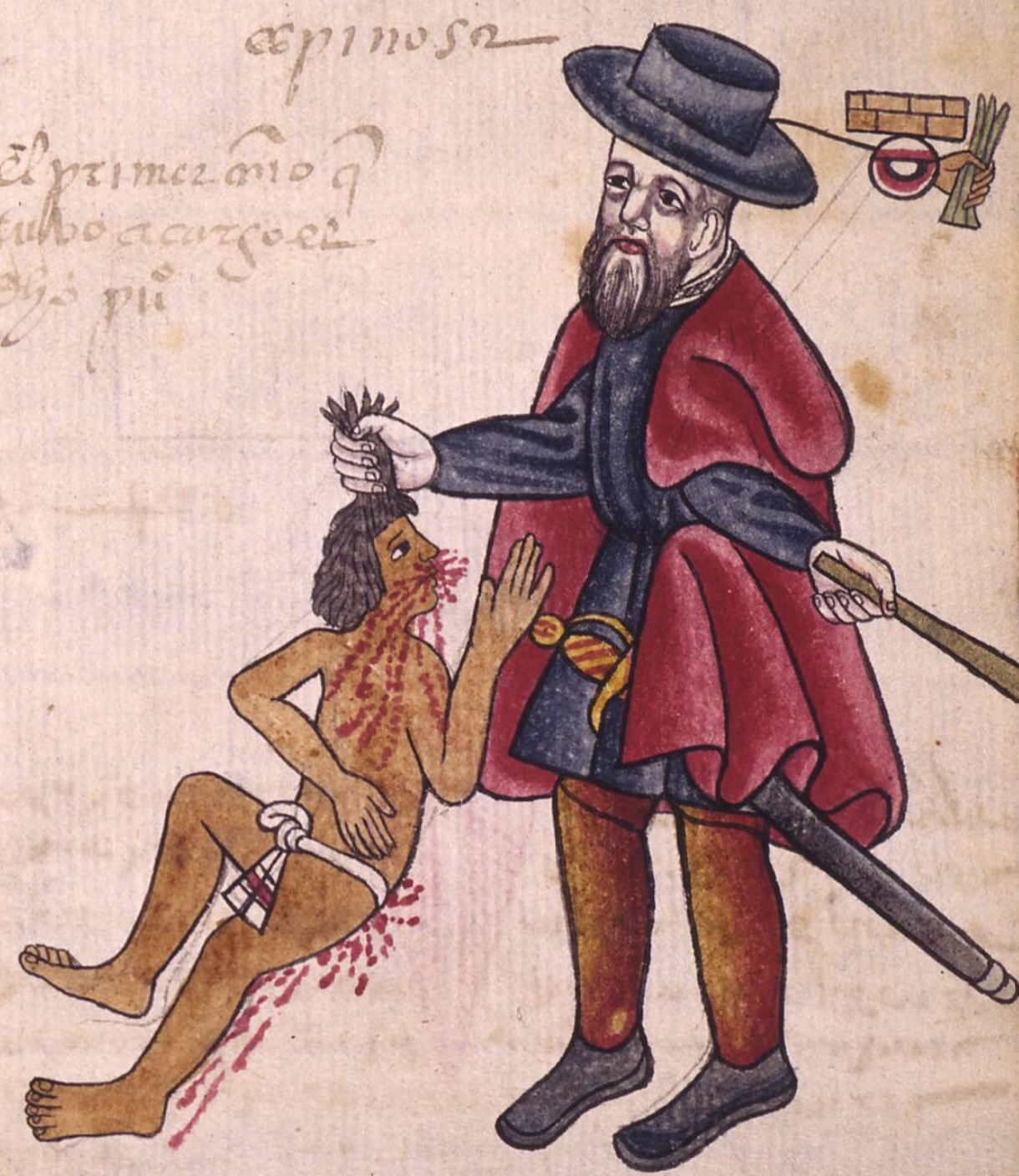
: un encomendero violente un indigène soumis au travail forcé (copie d'Agostino Aglio, 1825 – 1826).

L'encomienda et l'esclavage étaient répandus, principalement dans les mines et l'agriculture.

### Mines d'or et d'argent
La première monnaie en Amérique continentale est fondée à Mexico en 1536 qui frappe des monnaies d'argent dès cette année. De 1537 à 1821, l'équivalent de 69 millions de pesos or représentant 103,5 tonnes d'or sont frappés ainsi que plus de 2 milliards de pesos en argent, équivalent à 50 000 tonnes d'argent pur.
La Nouvelle-Espagne, avec ses mines d'argent de Guanajuato, Zacatecas, Taxco et San Luis Potosi, exporte ce métal dans le monde entier en lingots et la presque totalité de ses monnaies en Asie, principalement en Chine aura cours légal jusqu'en 1949 avec les dernières refrappes de 10 156 000 pesos par la monnaie de San Francisco, mais aussi au Japon et en Thaïlande.

### L'agriculture

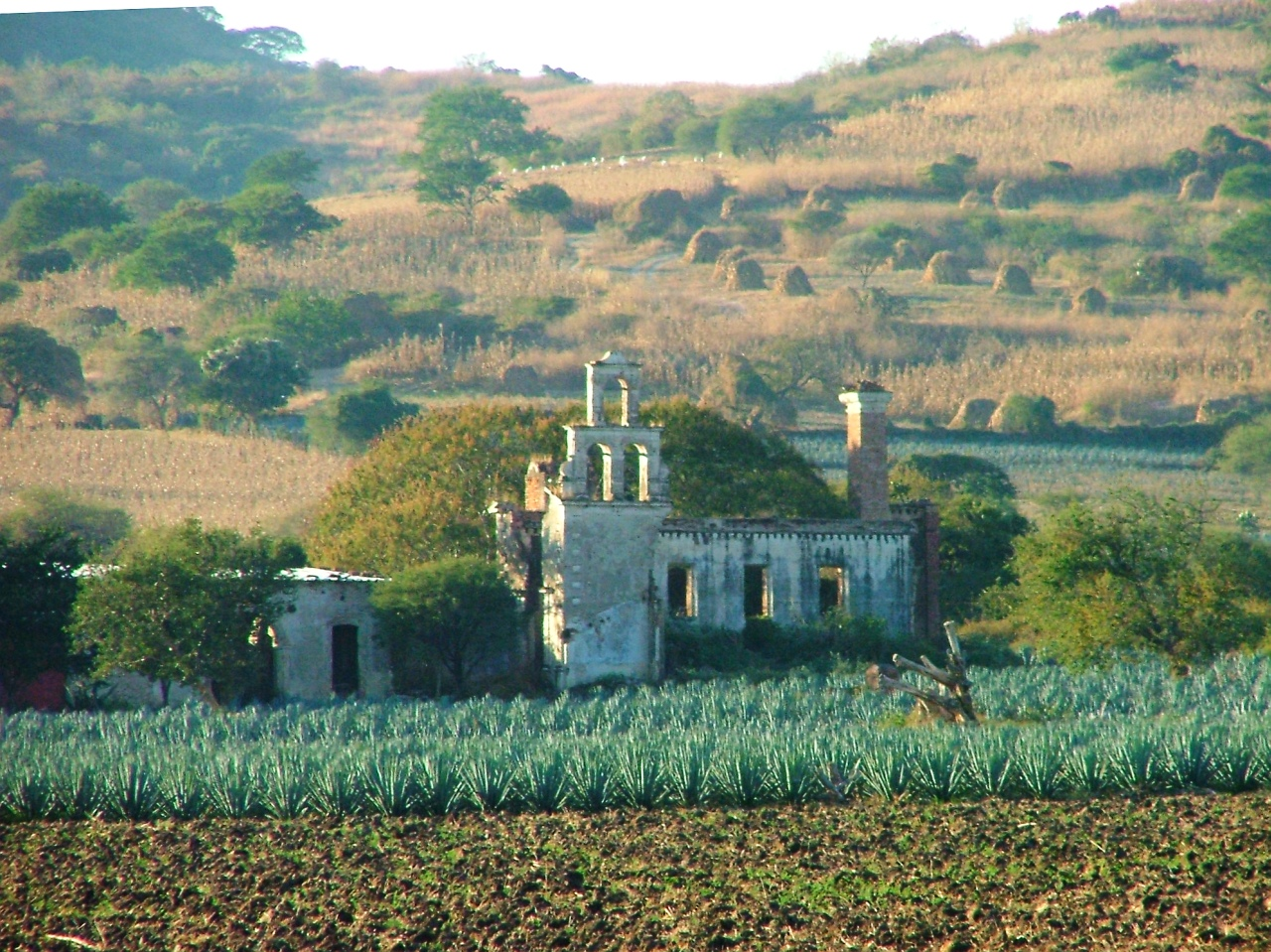
Exemple d'hacienda coloniale de la Nouvelle-Espagne (hacienda San José de Miravalle, dans l'État de Jalisco).

Les Espagnols cultivaient le blé, qui constituait leur principale production agricole, sur le plateau central, principalement dans la portion de territoire qui correspond à l'actuel État de Puebla. Des vignes ont été plantées dès les premières années de leur arrivée mais le commerce du vin et la plantation de vignes ont été limités dès 1596 pour ne pas concurrencer les viticulteurs péninsulaires. Il en va de même de la culture des oliviers, qui a également subi de sévères mesures de restrictions.
La canne à sucre, qui ne pouvait être cultivée en Espagne, jouissait de la faveur royale et a été cultivée par tous les groupes ethniques. Les indigènes ont continué de planter principalement du maïs, des piments, du cacao, de la vanille, de l'agave, des haricots, ainsi que le maguey qui sert à produire le pulque.
Les dindes et les porcs figuraient parmi les animaux élevés en Nouvelle-Espagne.

### Le commerce
Le commerce avec l'extérieur se faisait principalement par les ports de Veracruz en direction de la métropole et d'Acapulco en direction de Manille. Le commerce intérieur se faisait par cabotage, en l'absence de routes suffisantes.

### Chasse et «trafics» divers
Les comancheros étaient des commerçants qui commerçaient et « trafiquaient » principalement avec les Comanches, d'où leur nom, et d'autres tribus nomades,.
D'autres trafiquaient avec les tribus indigènes du nord, dont les plus importantes sont les Apaches, Atakapas, Bidais (en), Caddos, Cherokees, Chotaw, Karankawa, Kiapús, Kiowas, Tonkawas, Wichitas, Comanches, Navajos et Ysletas principalement dans le Nouveau-Mexique, le Nouveau-Santander, la Nouvelle-Biscaye sur le territoire de l'actuel Texas. Des transactions s'effectuaient aussi avec d'autres tribus des plaines du nord.
Les ciboleros (en), colons espagnols, chassaient le bison. À l'instar des comancheros, leur activité est restée très marginale pour l'économie de la Nouvelle-Espagne et n'occupait que quelques centaines d'individus ; ce n'est qu'après l'indépendance du Mexique qu'elle a pris quelque essor avec les chasseurs anglo-saxons pour s'éteindre définitivement dans les années 1870 avec la quasi-extinction des bisons. Les ciboleros, mal organisés, ont disparu presque complètement avec l'arrivée en masse des chasseurs américains dont le plus connu est Buffalo Bill,.

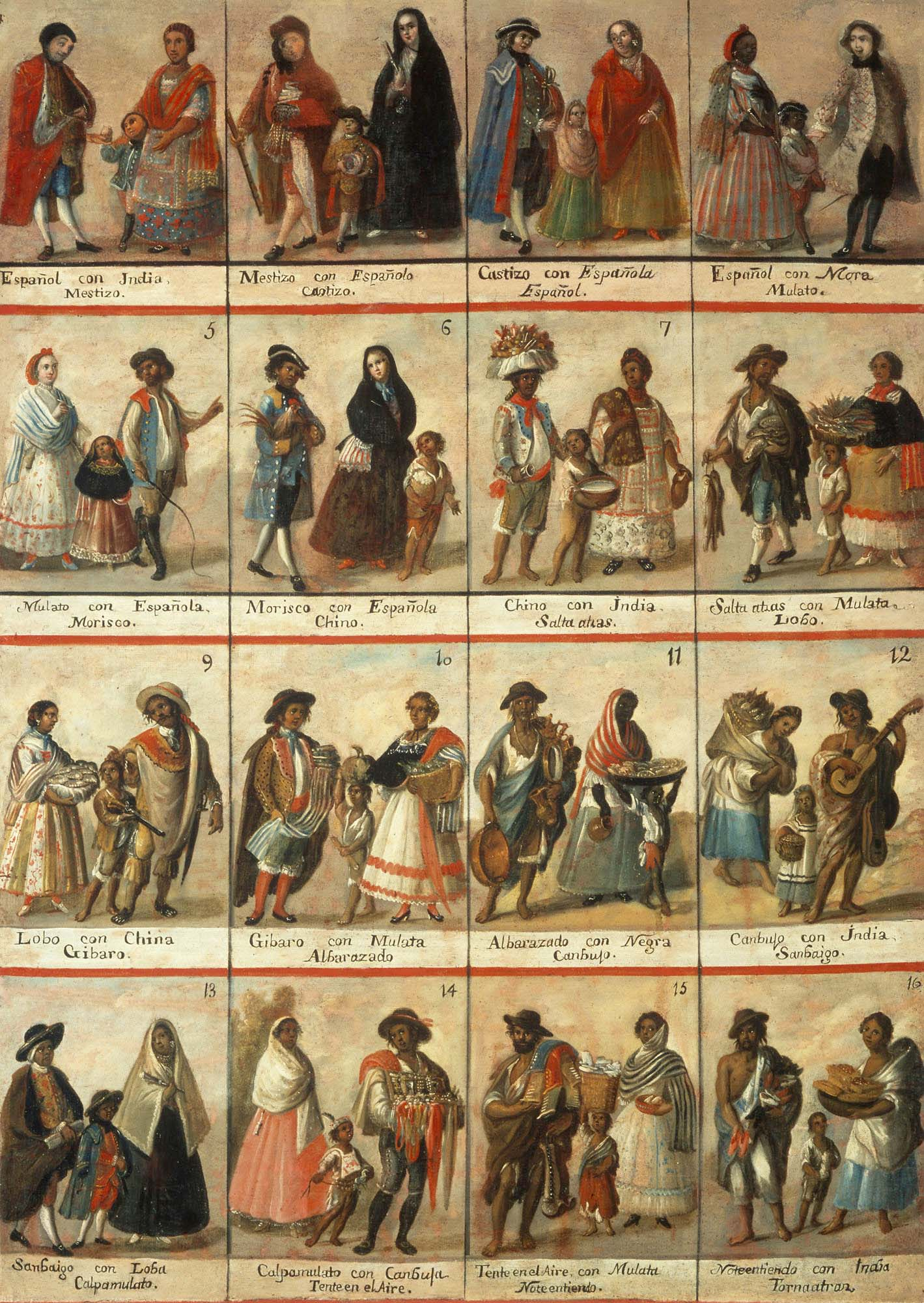
La peinture des différentes castes a été un genre artistique à la mode au XVIIIe siècle en Nouvelle-Espagne (peinture anonyme du XVIIIe siècle, musée national de la Vice-royauté, Tepotzotlán).

## Une société hiérarchisée
La société de la Nouvelle-Espagne est hiérarchisée par castes, groupes sociaux correspondant à la fois à des statuts économiques et à des groupes ethniques :
- Les Espagnols nés en Espagne (« peninsulares »)[21], parmi lesquels on trouvait de grands nobles ainsi que des hidalgos de la petite noblesse espagnole. Ce groupe ne constituait qu'une faible minorité de la population mais concentraient le pouvoir et les hautes fonctions ;
- Les créoles formaient le groupe le plus cultivé et le plus économiquement actif : un vingtième d'entre eux étaient riches (certains étaient même nobles) mais la majorité étaient des dirigeants d'exploitation agricole, des commerçants, des entrepreneurs, des fonctionnaires, des religieux ou des militaires[21]. Cependant, ils n'avaient pas accès aux fonctions les plus importantes, réservées aux Espagnols, et ne détenaient pas de véritable pouvoir politique.
- Les indigènes amérindiens (« indígenas »), appelés à l'époque Indiens (« indios »), constituaient près de la moitié de la population[22],[21].
- Le reste de la population, environ la moitié[22], constituée majoritairement de métis (« castas »)[21] était subdivisée en de nombreuses castes selon ce qui était alors considéré comme un mélange de « races » : « mestizos » (métis, de père espagnol et de mère indienne), « castizos », « mulatos » (mulâtres, de père espagnol et de mère noire), « moriscos », « chinos », « lobos », « gíbaros », « albarazados », « cambujos », « zambaigos », « calpamulatos » (parfois affublés d'expressions imagées telles que « salta atrás », « tente en el aire » ou encore « no te entiendo »)[22]. Ces castes et leurs appellations n'étaient pas officiellement définies en tant que telles ; leur usage, péjoratif, trouve son origine dans les classes sociales dominantes, qui voulaient classifier en différentes catégories cette société pluriethnique pour mieux la comprendre[23] et préserver leur rang et leurs intérêts.

## Culture et éducation

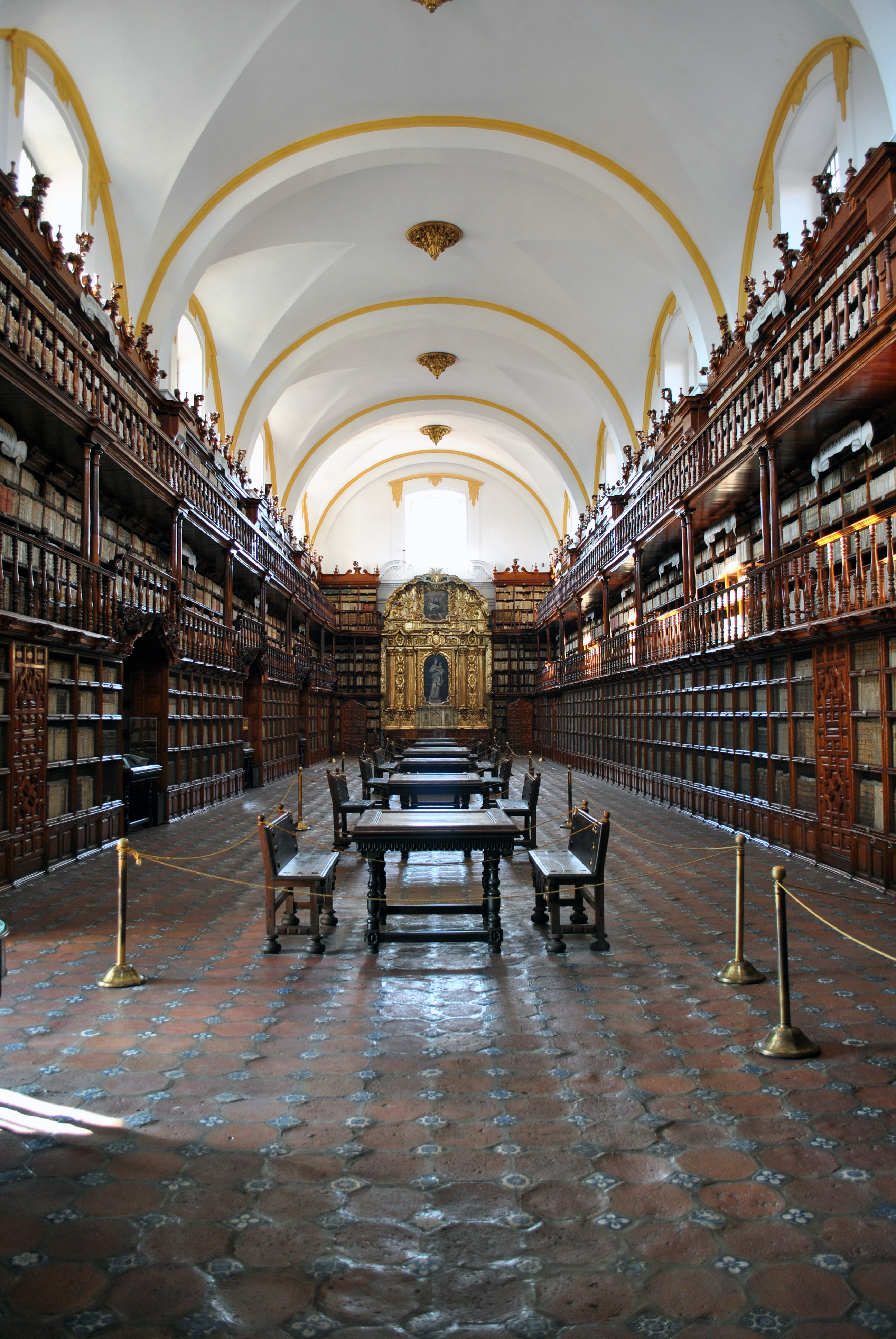
Bibliothèque Palafoxiana de Puebla.

La première bibliothèque académique d'Amérique, la bibliothèque de la cathédrale métropolitaine, a été fondée à Mexico en 1534,,. La première bibliothèque publique d'Amérique, la bibliothèque Palafoxiana, classée au registre de la Mémoire du monde de l'UNESCO, a été fondée en Nouvelle-Espagne, à Puebla, en 1646. La première imprimerie du Nouveau-Monde, succursale de l'atelier de Johannes Cromberger (es) à Séville, a été fondée à Mexico, à la Casa de las Campanas, par le lombard Giovanni Paoli (renommé Juan Pablos en espagnol), en 1539, et la même année on y a imprimé le premier livre du continent américain.
La première université de Nouvelle-Espagne, la Real y Pontifica Universidad de México, devenue ensuite l'université nationale autonome du Mexique (UNAM), a été fondée à Mexico, pendant la vice-royauté de Luis de Velasco, sur édit royal du prince Philippe II, le 21 septembre 1551 ; les cours y ont été inaugurés le 25 janvier 1553,.

#### En français
- Louise Bénat-Tachot et Bernard Lavallé, L'Amérique de Charles Quint, Presses Universitaires de Bordeaux, coll. « Parcours universitaires », 2005, 248 p. (ISBN 978-2-86781-352-8, lire en ligne).
- Laurent Carroué, Didier Collet et Claude Ruiz, Les Amériques, Rosny-sous-Bois, Bréal, 2008, 302 p. (ISBN 978-2-7495-0530-5, lire en ligne).
- Angie Debo (trad. Alain Deschamps), Histoire des indiens des États-Unis, Éditions Albin Michel, 1994, 536 p. (ISBN 978-2-226-06903-0).
- Philippe Jacquin et Daniel Royot, Go West ! : histoire de l'Ouest américain d'hier à aujourd'hui, Paris, Flammarion, 2002, 362 p. (ISBN 2-08-211809-6).
- Bernal Díaz del Castillo, Histoire véridique de la conquête de la Nouvelle-Espagne, Paris, La Découverte, 1987 (réimpr. 2003).
- Jean-Pierre Dedieu, L'Espagne, l'État, les Lumières : mélanges en l'honneur de Didier Ozanam, Casa de Velázquez, 2004, 324 p. (ISBN 978-84-95555-61-8, lire en ligne).

#### En espagnol
- (es) Catherine Delamarre-Sallard, Manuel de civilisation espagnole et latino-américaine : Ier cycle universitaire, Rosny, Bréal, 2008, 301 p. (ISBN 978-2-7495-0335-6, lire en ligne).
- (es) Ignacio José Rubio Mañé, El Virreinato : Orígenes y jurisdicciones, y dinámica social de los virreyes, vol. 1, UNAM, 1992, 310 p. (ISBN 978-968-16-1354-9, lire en ligne).
- (es) Instituto Internacional de Historia del Derecho Indiano, Derecho y administración pública en las Indias hispánicas : actas del XII Congreso Internacional de Historia del Derecho Indiano (Toledo, 19 a 21 de octubre de 1998), Université de Castille-La Manche, 2002, 1872 p. (ISBN 978-84-8427-180-2, lire en ligne).
- (es) Inmaculada Rodríguez Moya, La mirada del Virrey : iconografía del poder en la Nueva España, Castelló de la Plana, Universitat Jaume I, 2003, 229 p. (ISBN 84-8021-418-X, lire en ligne).